# دنی الکاک
دنی الکاک (انگلیسی: Danny Alcock؛ زادهٔ ۱۵ فوریهٔ ۱۹۸۴) یک بازیکن فوتبال، و دروازه‌بان (فوتبال) است. 
از باشگاه‌هایی که در آن بازی کرده‌است می‌توان به باشگاه فوتبال آکرینگتون استنلی، باشگاه فوتبال نانیتون تاون، باشگاه فوتبال بارنزلی، باشگاه فوتبال استون دومینوئس، باشگاه فوتبال استافورد رانجرز، باشگاه فوتبال تاموورث، و باشگاه فوتبال استوک سیتی اشاره کرد.